# Kontramärke
Ett kontramärke är ett bevis på att man har betalat en avgift, till exempel för en resa, ett inträde eller garderobsavgift. Kontramärket kan vara en biljett eller en talong, alltså ett kvitto som styrker att man har rätt att ta del av det som avgiften gäller. Ordet är ålderdomligt, men förekommer i regel- och lagtexter, till exempel lagen om urkundsförfalskning och förvanskning av urkund.